# Histologia

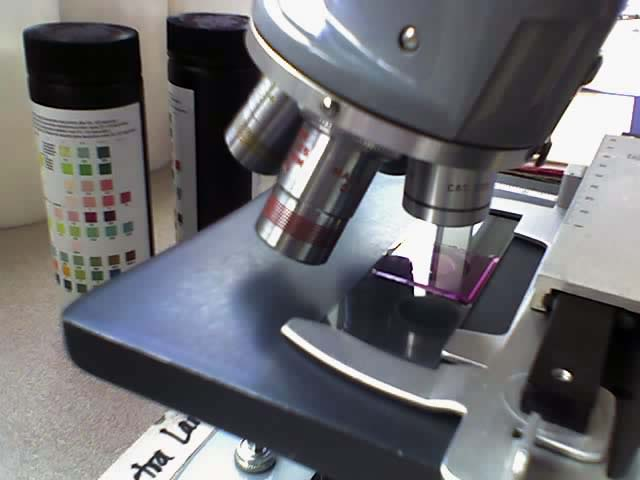
Un espècimen histològic tenyit, col·locat entre un portaobjectes i un cobreobjectes.

La histologia (compost de les paraules gregues: ἱστός "teixit", i -λογία -logia) és l'estudi de l'anatomia microscòpica de les cèl·lules i dels teixits de plantes i animals. Es realitza examinant una fina llesca (secció) de teixit sota un microscopi òptic o un microscopi electrònic. La capacitat de visualitzar o identificar de manera diferencial les estructures microscòpiques sovint es potencia utilitzant tincions histològiques. La histologia és una eina essencial de la biologia i la medicina. Parteix de la base que les cèl·lules tendeixen a agrupar-se per formar aquests teixits.

## Histologia vegetal

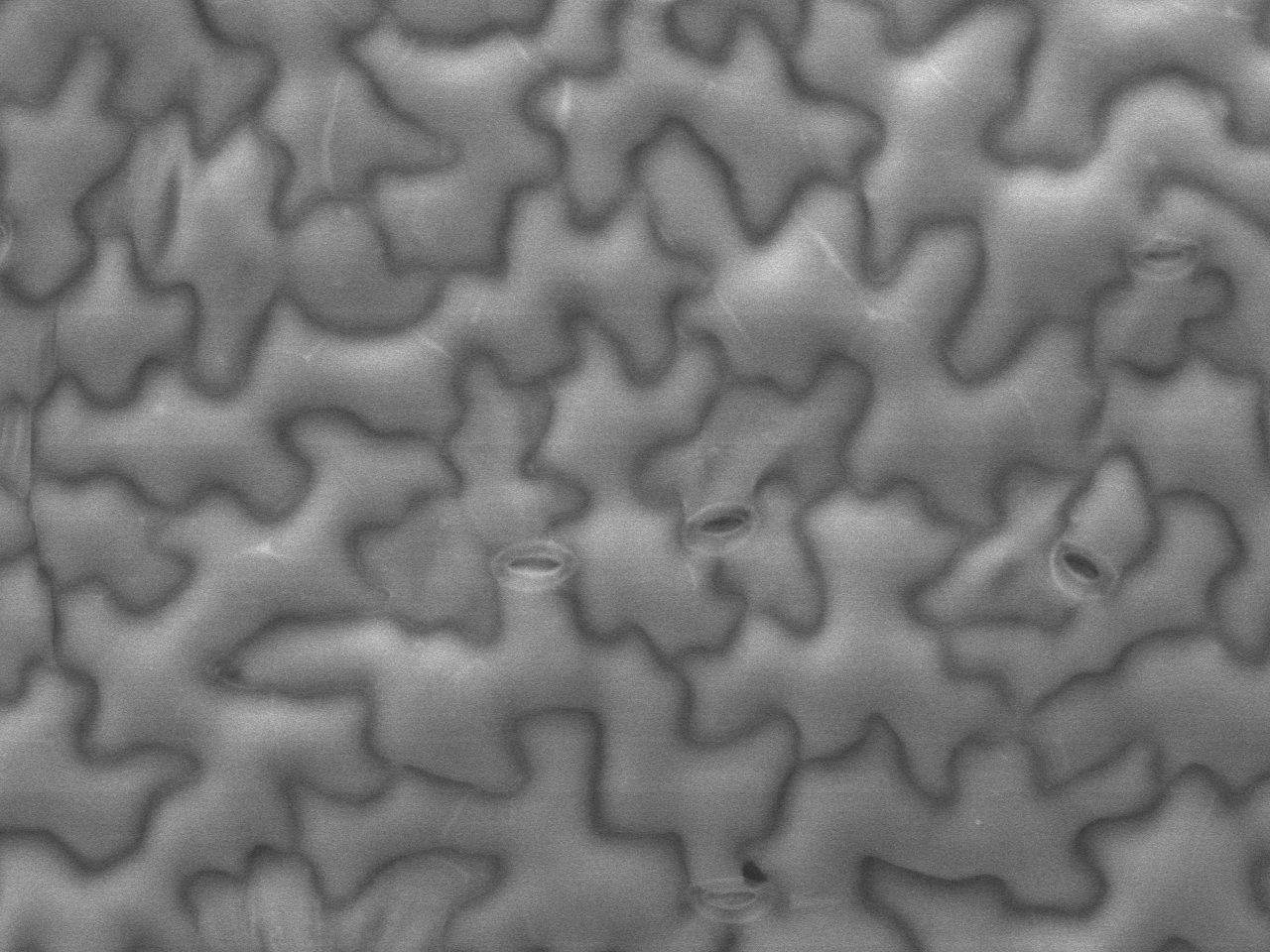
Observació de l'epidermis i els estomes d'una fulla de Arabidopsis thaliana, amb un microscopi de rastreig.

La histologia vegetal és la part de la biologia que estudia l'estructura microscòpica dels teixits vegetals. Aquesta ciència es va constituir al segle xix, amb el perfeccionament del microscopi. Es recolza en la citologia, que és l'estudi de la cèl·lula viva. La planta és constituïda per diferents teixits cadascun amb una funció específica: de tipus fonamental, de protecció, de sosteniment, i de conducció.

## Història

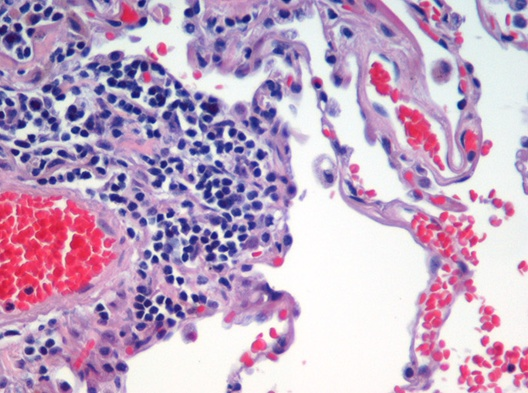
Vista microscòpica d'un espècimen histològic de pulmó humà tenyit amb hematoxilina i eosina.

Les primeres investigacions histològiques foren possibles a partir de l'any 1600, quan es va incorporar el microscopi als estudis anatòmics. Marcello Malpighi és el fundador de la histologia i el seu nom està encara lligat a diverses estructures histològiques, com els corpuscles de Malpighi o els tubs de Malpighi. En 1665 es descobreix l'existència d'unitats petites dins dels teixits, rebent la denominació de cèl·lules. En 1830, acompanyant les millores que s'introdueixen a la microscòpia òptica, s'aconsegueix distingir el nucli. En 1838 s'introdueix el concepte de la teoria cel·lular. En els anys següents Rudolf Virchow introdueix el concepte que tota cèl·lula s'origina d'una altra cèl·lula (omnis cellula e cellula). La introducció de nous avenços tècnics ha permès en els darrers anys enormes progressos en la investigació histològica. Entre ells cal destacar la microscòpia electrònica, la immunohistoquímica i la tècnica d'hibridació in situ. Les tècniques recents sumades a les noves investigacions han donat pas al sorgiment de la biologia cel·lular.

## Tipus de teixits

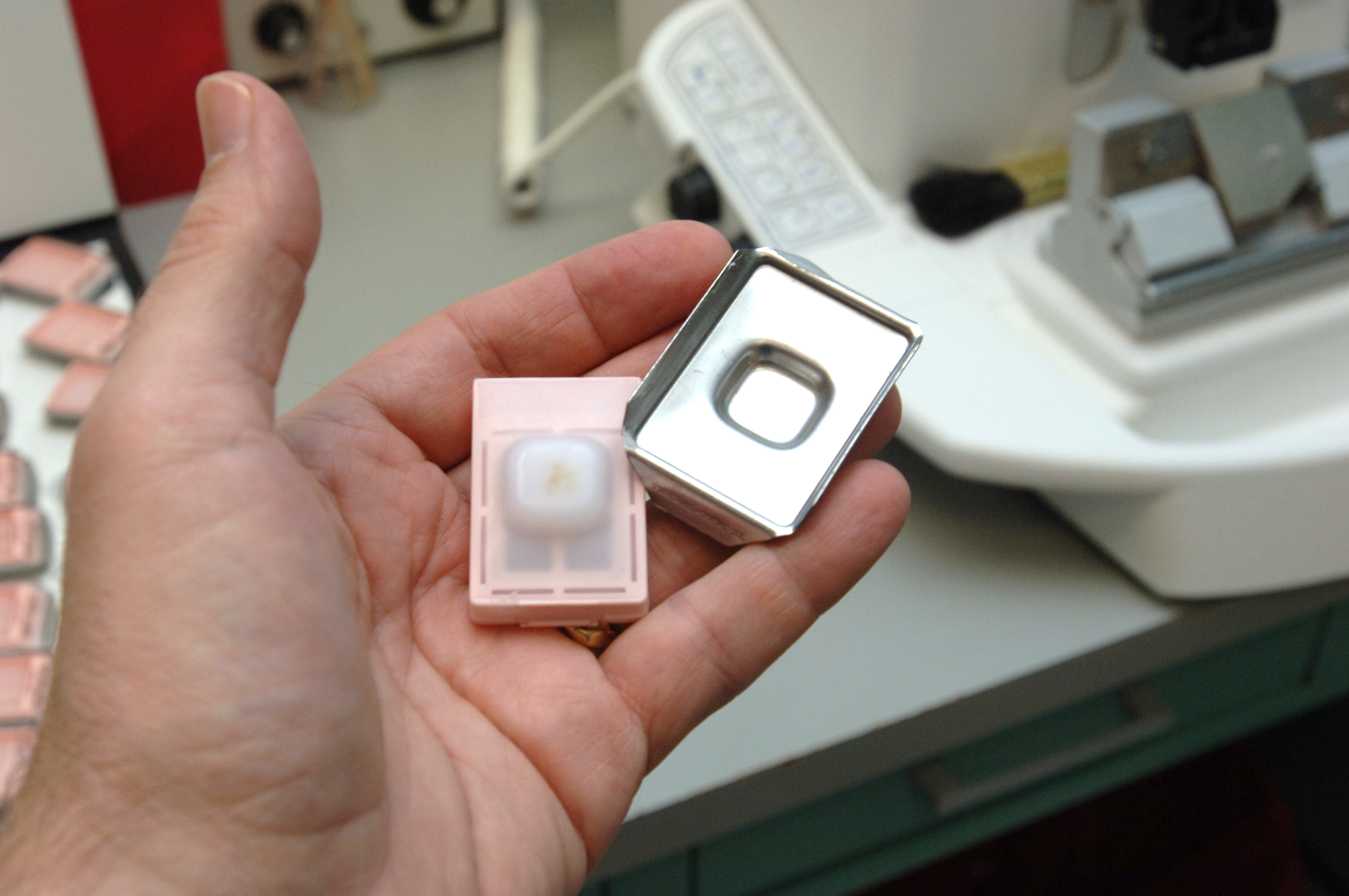
Bloc de parafina amb material histològic inclòs, abans de ser tallat amb micròtom.

- Teixit epitelial
- Teixit conjuntiu (s'hi inclou la sang)
- Teixit cartilaginós
- Teixit muscular
- Teixit nerviós
- Teixit ossi
- Teixit adipós

## Històlegs destacats
- Joan Bartual Moret.
- Santiago Ramón y Cajal